# فليش والون 2010
فليش والون 2010 هو أحد سباقات طواف العالم للدراجات 2010 أقيم بتاريخ 21 أبريل، تكون السباق من مرحلة واحدة وامتدّ لمسافة 198 كم، استغرق السباق 4 ساعة 29 دقيقة 24 ثانية. فاز به الأسترالي كاديل إفانز وحلّ ثانيا الإسباني خواكيم رودريغيث بينما حصل على المركز الثالث الإسباني ألبيرتو كونتادور.

## الترتيب
| م                     | الدرّاج           | البلد    | الزمن                    |
| --------------------- | ---------------- | -------- | ------------------------ |
| الفائز بالترتيب العام | كاديل إفانز      | أستراليا | 4 ساعة 29 دقيقة 24 ثانية |
| الثاني                | خواكيم رودريغيث  | إسبانيا  |                          |
| الثالث                | ألبيرتو كونتادور | إسبانيا  |                          |